# تحول الموجة الكروية
تتخذ تحولات الموجة الكروية شكل الموجات الكروية بالإضافة إلى قوانين البصريات وثابت الكهروديناميكا في كل الأُطر القصورية. عرَّفها هاري باتمان وإبنيزر كانينغام في الفترة بين 1908 و1909فسمى باتمان التحولات باسمه. تتوافق مع المجموعة الامتثالية من «تحولات أنصاف الأقطار المتبادلة» فيما يتعلق بهندسة كرة لي، المعروفة سابقًا في القرن التاسع عشر. يستخدم الزمن كبعد رابع كما في فضاء منكوفسكي، ولهذا تتصل تحولات الموجة الكروية بتحول لورنتز للنسبية الخاصة، ويتضح أن المجموعة الامتثالية للزمكان تشمل مجموعة لورنتز بحيث تكون مجموعة بوانكاريه مجموعة فرعية. مع ذلك، تمثل مجموعات لورنتز/بوانكاريه فقط التماثلات في كل قوانين الطبيعة بما فيها الميكانيكا. بالإضافة إلى ذلك، قد يظهر أن المجموعة الامتثالية للمستوى (المقابلة لمجموعة موبيوس عن مستوى العقدية الممتد) متماثلة مع مجموعة لورنتز.
حالة خاصة من هندسة كرة لي هي التحول عبر الاتجاهات المتبادلة أو انعكاس لاغير، فهو مولد مجموعة لاغير. إنه لا يحول فقط الكرات إلى الكرات بل يحول أيضًا المستويات إلى مستويات. أشار العديد من المؤلفين مثل باتمان أو كارتان أو بوانكاريه إلى تماثل وثيق مع تحول لورنتز بالإضافة إلى التماثل مع مجموعة لورنتز إذا استُخدم الزمن كبعد رابع.

## التحول عبر أنصاف الأقطار المتبادلة

### التطور في القرن التاسع عشر
أول من ناقش الانعكاسات المحافظة على الزوايا بين الدوائر هو دوراند (1820) وكيتيليت (1827) وبلوكر (1828) حيث كتبوا صياغة التحولات المقابلة k على أنها نصف قطر الانعكاس:
{\displaystyle x^{\prime }={\frac {k^{2}x}{x^{2}+y^{2}}},\quad y^{\prime }={\frac {k^{2}y}{x^{2}+y^{2}}}}
أُطلق على هذه الانعكاسات فيما بعد «التحولات عبر أنصاف الأقطار المتبادلة»، وزادت شهرتها عندما طبقها طومسون (1845، 1847) على الكرات ذات الإحداثيات إكس واي زد على مسار تطوير وسيلة الانعكاس في الكهروستاتيكا. أوضح جوزيف ليوفيل معناها الرياضي من خلال توضيح أنها تنتمي إلى التحولات الامتثالية مقدمةً الشكل التربيعي التالي:
{\displaystyle \delta x^{\prime 2}+\delta y^{\prime 2}+\delta z^{\prime 2}=\lambda \left(\delta x^{2}+\delta y^{2}+\delta z^{2}\right)}
أوضح بدرجة أكبر كل من ليوفيل نفسه وسوفاس لي (1871) أن مجموعة الامتثال المعنية يمكن اشتقاقها (مبرهنة ليوفيل): على سبيل المثال {\displaystyle \lambda =1} يتضمن المجموعة الإقليدية من الحركات العادية؛ {\displaystyle \lambda \neq 1} تحولات القياس أو التماثل حيث تُضرب إحداثيات التحولات السابقة في {\displaystyle {\sqrt {\lambda }}} و{\displaystyle \lambda =k^{4}/\left(x^{2}+y^{2}+z^{2}\right)^{2}} يعطي تحول طومسون عبر أنصاف الأقطار المتبادلة (انعكاس):
{\displaystyle x^{\prime }={\frac {k^{2}x}{x^{2}+y^{2}+z^{2}}},\quad y^{\prime }={\frac {k^{2}y}{x^{2}+y^{2}+z^{2}}},\quad z^{\prime }={\frac {k^{2}z}{x^{2}+y^{2}+z^{2}}}}
وبالتالي، جعل لي (1871) وآخرون مثل داربوكس (1878) مبرهنة ليوفيل تمتد إلى n من الأبعاد:
{\displaystyle \delta x_{1}^{\prime 2}+\dots +\delta x_{n}^{\prime 2}=\lambda \left(\delta x_{1}^{2}+\dots +\delta x_{n}^{2}\right)}
تحافظ هذه المجموعة من التحولات الامتثالية عبر أنصاف الأقطار المتبادلة على الزوايا وتحول الكرات إلى كرات أو إلى كرات مفرطة (انظر تحول موبيوس). إنها مجموعة من ستة بارامترات في المستوى R2 الذي يتوافق مع مجموعة موبيوس للمستوى المعقد الممتد، مجموعة مكونة من عشرة بارامترات في الفضاء R3 ومجموعة ذات 15 باراميتر في R4. يمثل في R2 فقط جزءً بسيطًا من كل التحولات الامتثالية الموجودة، بينما في R2+n يكون مطابقًا لمجموعة كل التحولات الامتثالية في ذلك (مقابلة لتحولات موبيوس في الأبعاد الأعلى)، وفقًا لنظرية ليوفيل. كانت التحولات الامتثالية في R3 غالبًا ما تُطبق على ما أطلق عليه داربوكس «الإحداثيات خماسية التكور» (1873) من خلال ربط النقاط بالإحداثيات المتجانسة المعتمدة على خمس كرات.

### الكرات الموجهة
كانت هناك وسيلة أخرى لحل مثل مشكلات الكرة هذه وهي تدوين الإحداثيات مع نصف قطر الكرة. لي هو من فعل هذا (1871) في سياق هندسة الكرة للي التي تمثل إطارًا عامًا لتحولات الكرة (لكونها حالة خاصة من تحولات الاتصال) وتحافظ على خطوط الانحناء وتحول الكرات إلى كرات. تمتد المجموعة المذكورة سالفًا -ذات العشرة بارامترات في R3 المتعلقة بالإحداثيات خماسية الكرات- إلى مجموعة تحولات كرة لي ذات البارامترات الخمسة عشر المرتبطة ب «الإحداثيات سداسية الكرات» (سماها كلين في عام 1893) من خلال إضافة إحداثي سادس متجانس مرتبط بنصف القطر.